# Aleksander Hall

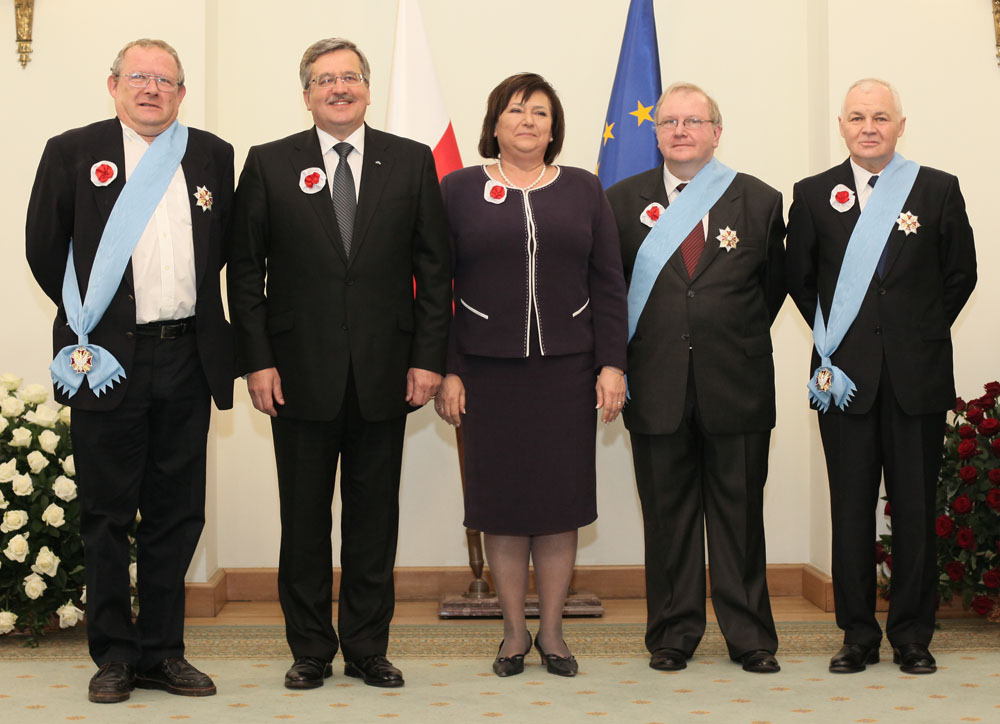
Adam Michnik, Bronisław Komorowski, Anna Komorowska, Aleksander Hall i Jan Krzysztof Bielecki – 10 listopada 2010

Aleksander Jan Hall (ur. 20 maja 1953 w Gdańsku) – polski polityk i historyk, doktor habilitowany nauk humanistycznych, nauczyciel akademicki. Działacz opozycji w PRL, współzałożyciel Ruchu Młodej Polski, minister w rządzie Tadeusza Mazowieckiego, poseł na Sejm I i III kadencji. Kawaler Orderu Orła Białego.

## Życiorys

### Wykształcenie i praca zawodowa
Ukończył I Liceum Ogólnokształcące im. Mikołaja Kopernika w Gdańsku, a w 1977 studia na Wydziale Humanistycznym Uniwersytetu Gdańskiego. Od 1996 uczył historii w gdańskim Liceum Autonomicznym. Od 2002 jest pracownikiem naukowym Wyższej Szkoły Informatyki i Zarządzania w Rzeszowie, na której objął stanowisko profesora. W 2004 obronił pracę doktorską w Instytucie Historii Polskiej Akademii Nauk na temat życia i myśli Charles’a de Gaulle’a. W 2010 został doktorem habilitowanym na podstawie pracy Historia prawicy francuskiej (1981–2007) obronionej w Instytucie Studiów Politycznych PAN.

### Działalność polityczna
Od 1977 uczestniczył w Ruchu Obrony Praw Człowieka i Obywatela, w trakcie rozłamu w tej organizacji poparł Leszka Moczulskiego. Po rocznym okresie działania w Zespole Inicjatywy Obywatelskiej założył i kierował opozycyjnym Ruchem Młodej Polski, do 1981 redagował pismo „Bratniak”. Jego ówczesną narzeczoną była Matylda Sobieska, tajny współpracownik Służby Bezpieczeństwa PRL o kryptonimie „Andrzej”.
W trakcie wydarzeń sierpniowych w 1980 uczestniczył w strajku w Stoczni Gdańskiej. 27 września 1981 był wśród sygnatariuszy deklaracji założycielskiej Klubów Służby Niepodległości, pełnił funkcję doradcy Lecha Wałęsy. Po wprowadzeniu stanu wojennego do 1984 ukrywał się, zasiadał w niejawnych władzach „Solidarności”, redagował do 1989 czasopisma podziemne. Współpracował z „Tygodnikiem Powszechnym”.
W 1989 brał udział w obradach plenarnych Okrągłego Stołu. W tym samym roku nie wziął udziału w wyborach do Sejmu kontraktowego. W rządzie Tadeusza Mazowieckiego od września 1989 do października 1990 był ministrem bez teki, powierzono mu sprawy współpracy z organizacjami politycznymi i stowarzyszeniami. Przewodniczył Forum Prawicy Demokratycznej (1990–1991), działał następnie jako wiceprzewodniczący Unii Demokratycznej (1991–1992) i przewodniczący Partii Konserwatywnej (1992–1997), w 1997 był współtwórcą Stronnictwa Konserwatywno-Ludowego.
Sprawował mandat posła na Sejm w latach 1991–1993 (z ramienia Unii Demokratycznej) i 1997–2001 (z ramienia Akcji Wyborczej Solidarność). Po porażce w wyborach parlamentarnych w 2001 (z listy Platformy Obywatelskiej) zrezygnował z czynnego udziału w polityce, skupiając się na pracy naukowej. W 2004 odmówił przyjęcia mandatu poselskiego przynależnego mu po wybranym do Parlamentu Europejskiego pośle PO. W kolejnych latach był m.in. członkiem komitetów honorowych kandydatów PO na urząd prezydenta Gdańska (Pawła Adamowicza) i na urząd prezydenta RP (Bronisława Komorowskiego w 2010 oraz 2015). W 2020 zaangażował się w kampanię kandydata na prezydenta RP Władysława Kosiniaka-Kamysza z PSL i Koalicji Polskiej.
W 2011 został członkiem Kapituły Orderu Orła Białego. W listopadzie 2015 w proteście przeciwko decyzji prezydenta RP Andrzeja Dudy o ułaskawieniu Mariusza Kamińskiego zrezygnował z członkostwa w tej kapitule. Wszedł w skład Komitetu Wspierania Muzeum Historii Żydów Polskich Polin w Warszawie.

## Życie prywatne
Syn Jana i Janiny. Brat Jerzego. Od 1996 mąż Katarzyny.

## Publikacje
- Wobec Rosji (1981)
- Dziedzictwo narodowej demokracji (1984)
- Polemiki i refleksje: wybór publicystyki politycznej z lat 1978–1986 (1989)
- Spór o Polskę (1993)
- Wokół konstytucji: z perspektywy konserwatywnej (1994)
- Wizja parlamentu w nowej konstytucji Rzeczypospolitej Polskiej (1994)
- Polskie patriotyzmy (1997)
- Pierwsza taka dekada (2000)
- Widziane z prawej strony (2000)
- Charles de Gaulle (2002)[15]
- Jaka Polska? (2004)[16]
- Naród i państwo w myśli politycznej Charles’a de Gaulle’a (2005)[17]
- Francja i wielcy Francuzi (2007)[18]
- Zapis sposobu myślenia. Wybór publicystyki z lat 2002–2007 (2008)[19]
- Historia francuskiej prawicy 1981–2007 (2009)
- W przededniu wielkiej zmiany. Okrągły Stół (2010)[20]
- Osobista historia III Rzeczypospolitej (2011)[21]

## Odznaczenia i wyróżnienia
- Order Orła Białego (2010)[22][23]
- Krzyż Komandorski Orderu Odrodzenia Polski (2006)[24]
- Krzyż Wolności i Solidarności (2015)[25]
- Odznaka Honorowa za Zasługi dla Samorządu Terytorialnego (2015)[26]
- Oficer Legii Honorowej (Francja, 2015)[27]
- Medal św. Wojciecha (2023)[28]